# Клуб перших дружин
«Клуб перших дружин» (англ. The First Wives Club) — американська феміністична комедія режисера Г'ю Вілсона, що вийшла 1996 року, з Голді Гоун, Бетт Мідлер та Даян Кітон у головних ролях.

## Сюжет
1969 року чотири подруги, Енні, Бренда, Еліз та Синтія, закінчили коледж. Під час святковання цієї події Синтія змушує їх пообіцяти, що вони завжди будуть поруч, і робить групове фото. З часом чотири жінки втратили зв'язок.
Через багато років з таблоїдів Синтія дізнається, що її колишній чоловік повторно одружився з набагато молодшою і привабливішою жінкою. Вона надсилає листи Енні, Бренді та Еліз, а потім кінчає життя самогубством.
З’єднавшись після смерті подруги по коледжу на її похоронах, три розведені жінки дізнаються про сімейні проблеми один одного і вирішують помститися своїм чоловікам, які покинули їх заради молодших жінок. Білл, Аарон і Морті змушені погодитися на вимоги жінок. Подруги використовують гроші своїх чоловіків, щоб заснувати кризовий центр Синтії Сванн-Гріффін для жінок. Після завершення церемонії відкриття центру вони, йдучи по вулиці, танцюють і співають «You Don't Own Me» (англ. Ти не володієш мною).

## У ролях
| Актор                | Роль                    |
| -------------------- | ----------------------- |
| Голді Гоун           | Еліз Еліот              |
| Бетт Мідлер          | Бренда Мореллі-Кушман   |
| Даян Кітон           | Енні Макдуган-Парадіс   |
| Ден Гедая            | Мортон «Морті» Кушман   |
| Сара Джессіка Паркер | Шеллі Стюарт            |
| Стівен Коллінз       | Аарон Парадіс           |
| Меггі Сміт           | Гунілла Гарсон Голдберг |
| Віктор Ґарбер        | Білл Атчісон            |
| Айлін Гекарт         | Кетрін Макдуган         |
| Бронсон Пінчот       | Дуарто Феліз            |
| Марсія Ґей Гарден    | доктор Леслі Розен      |

| Актор            | Роль                           |
| ---------------- | ------------------------------ |
| Елізабет Берклі  | Фібі Лавель                    |
| Стокард Ченнінґ  | Синтія Сванн-Гріффін           |
| Дженніфер Дандас | Крістін «Кріс» Парадіс         |
| Філіп Боско      | дядько Кармін Мореллі          |
| Тімоті Оліфант   | Бретт Артунян                  |
| Джеймс Нотон     | Гіл Гріффін, ексчоловік Синтії |
| Гізер Локлір     | нова дружина Гіла Гріффіна     |
| Івана Трамп      | в ролі самої себе              |
| Кеті Лі Гіффорд  | в ролі самої себе              |
| Ед Коч           | в ролі гостя вечірки           |
| Глорія Стайнем   | в ролі гості вечірки           |

## Кастинг
Бетт Мідлер і Голді Гоун були першими актрисами, які отримали одну з трьох головних ролей. Мідлер спочатку хотіла зіграти «більш гламурну роль» Еліз. Продюсер Скотт Рудін мав намір взяти на цю роль Джессіку Ленг, але зрештою роль відійшла Гоун. Гоун, у свою чергу, переконувала Саллі Філд приєднатися до акторського складу на роль Енні, але Філд відмовилася. Роль зрештою дісталася Даян Кітон.

## Критика
Фільм отримав змішані, переважно схвальні, відгуки: на Rotten Tomatoes оцінки фільму 50% на основі 76 відгуків від критиків і 68% від більш ніж 50 000 глядачів.
Фільм був успішним в прокаті, зібравши 105,5 мільйонів $.

## Нагороди
Композитор Марк Шайман був номінований на премію «Оскар» і отримав премію «ASCAP Film and Television Music Awards». Бетт Мідлер була номінована на премію «Супутник» як найкраща акторка (мюзикл і комедія), а Сара Джессіка Паркер — на ту ж премію як найкраща акторка другого плану (мюзикл і комедія).